# 도쿄도립 마쓰자와 병원

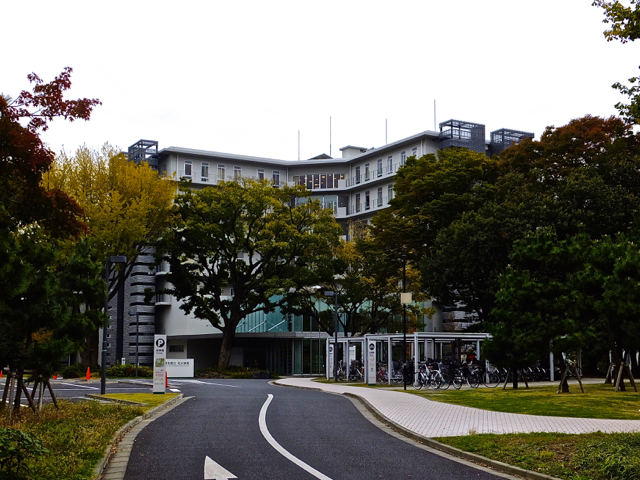
병원 서문에서 본 정면 입구 (2015년)

도쿄도립 마쓰자와 병원(東京都立松沢病院)은 일본 도쿄도 세타가야구에 있는 의료기관이다. 지방 독립 행정법인 도쿄도립 병원 기구가 운영하는 병원 중 하나이며, 정신과 전문병원이면서 각 진료과를 갖춘 종합 병원이다.